# المتجر الكائن بالشارع الرئيسي (فلم)
المتجر الكائن بالشارع الرئيسي (بالإنجليزية: The Shop on Main Street) هو فيلم دراما تم إنتاجه في تشيكوسلوفاكيا وصدر في سنة 1965.

## الميزانية والإيرادات
حقق أرباحا تقدر بـ 1,450,000 (/ Canada) دولار.

### ترشيحات وجوائز
| السنة | الحدث  | الفئة           | النتيجة  |
| ----- | ------ | --------------- | -------- |
|       | أوسكار | أفضل فيلم أجنبي | فـــــوز |

## وصلات خارجية
- مقالات تستعمل روابط فنية بلا صلة مع ويكي بيانات